# 倪讓
倪讓（1400年—？），字允恭，直隸滁州全椒縣人，陝西慶陽府軍籍。明朝政治人物。進士出身。

## 生平
陝西鄉試第十名。正統七年（1442年）壬戌科會試第一百四十四名，殿試登進士第三甲第八十六名。

## 家族
曾祖倪興。祖父倪覺顯。父亲倪清。